# Næssund (Schiff, 1964)
Die Næssund ist eine dänische Fähre, die die Fährverbindung Næssund zwischen den Inseln Vendsyssel-Thy und Mors im Norden von Jütland in Dänemark befährt.
Die Fährverbindung ist die Teil der Sekundærrute 545 zwischen dem Süden von Mors und dem Süden von Thy ist. Die Überfahrt zwischen dem westlichen Anleger (Næssund vest), der etwa drei Kilometer von Hurup (Thy) entfernt ist, und dem östlichen Anleger (Næssund øst) an dem zu Karby gehörenden Weiler Nees dauert fünf Minuten.

## Geschichte
Die 1964 gebaute Legind Bjerge war mit der Baunummer 125 die achte von insgesamt 13 aus Holz gefertigten RoRo-Fähren, die in den Jahren 1924 bis 1973 auf der Søren Larsen & Sønners Skibsværft A/S gebaut wurden.
Ihr erster Einsatz erfolgte 1964 auf der Fährverbindung Sallingsund. Als 1978 die Sallingsundbroen eröffnet wurde, wurden die fünf Fähren der Sallingsund-Verbindung außer Betrieb genommen. Die Legind Bjerge wurde aufgelegt, 1980 zur Fährverbindung Næssund überstellt und in Næssund umbenannt. Der Fährdienst in Næssund besteht mindestens seit 1585. In Ørum Lens Jordebog ist 1585 der Fährmann in Næssund im Heltborg Sogn, Mogens Olufsen, erwähnt.
1980 übernahm Mors-Thy Færgefart, eine kommunale Fährgesellschaft mit Sitz in Nykøbing Mors, die auch die Fährverbindung Feggesund unterhielt, die Fähre und den Betrieb der Fährlinie. Die Gesellschaft übernahm die bereits vorhandene Fährverbindung, die 1920 vom Postvæsen eingerichtet und nach dem Zweiten Weltkrieg nicht in öffentlicher Hand weitergeführt wurde, da die Hafenzufahrten verlandet waren und die Post die Baggerkosten nicht übernehmen wollte.
2014 beschloss Mors-Thy Færgefart, den Motor der Fähre auszutauschen, was mit einem Aufwand von 400.000 DKK zusätzlich zu den jährlichen Kosten zu Buche geschlagen hätte. Da die Morsø Kommune und in deren Folge auch die Thisted Kommune den Unterhalt der Fähre nicht mehr tragen wollten, führte die Fährgesellschaft den Betrieb bis zum 26. Februar 2015 durch. An diesem Tag erlitt die Fähre eine Getriebeschaden.
Am 2. März 2015 erfolgte der Beschluss, dass das Getriebe repariert werden und die Fähre bis zum Jahreswechsel 2015 weiterfahren solle, zumal zum Jahresende 2014 festgestellt wurde, dass der Motor durch eine Reparatur instand gesetzt werden konnte. Obwohl lokale Kräfte, die sich zu einem Færgerådet zusammengeschlossen hatten, Einsparmöglichkeiten in Höhe von 500.000 DKK aufzeigten, blieb Morsø Kommune bei ihrem Beschluss der endgültigen Stilllegung.
Auf Druck der lokalen Initiative erfolgt im November 2014 ein Angebot der Morsø Kommune an Mors-Thy Færgefart zum Kauf der Fähre sowie ein Beschluss, die Fähre dem Verein Foreningen Næssundfærgens Venner kostenlos zu überlassen, wenn der Verein den Betrieb weiterführt.
Am 1. Juli 2016 nahm der Verein den Betrieb des Fährschiffes mit Unterstützung des Skibsbevaringsfonden (deutsch in etwa „Schiffserhaltungsverein“) wieder auf. Teilweise arbeiten Vereinsmitglieder auf dem Schiff; zusätzliche Einnahmen werden durch den Verkauf von Lebensmitteln im kleinsten dänischen Tax-Free-Shop erzielt.
Die Fähre verkehrt nicht in der Winterzeit zwischen dem 30. November und dem 1. März. Der östliche Anleger in Nees ist mit der kostenlosen (Stand 2023) direkten Busverbindung 708 nach Nykøbing M angebunden.